# Tanytarsus tonebeceus
Tanytarsus tonebeceus är en tvåvingeart som beskrevs av Sasa och Tanaka 2000. Tanytarsus tonebeceus ingår i släktet Tanytarsus och familjen fjädermyggor. Inga underarter finns listade i Catalogue of Life.